# Carabodes cephalotes
Carabodes cephalotes är en kvalsterart som beskrevs av Koch 1836. Carabodes cephalotes ingår i släktet Carabodes och familjen Carabodidae. Inga underarter finns listade.